# 郡上市立相生第二小学校
郡上市立相生第二小学校 （ぐじょうしりつ あいおいだいにしょうがっこう）は、かつて岐阜県郡上市に存在した公立小学校。

## 概要
- 郡上市八幡町那比の小学校であった。2007年廃校。
- 校舎は改修され、岐阜県立郡上特別支援学校那比校舎として使用されている。体育館は郡上市の屋内体育施設の那比社会体育施設として使用されている。

## 沿革
相生第二小学校は、1951年に相生村立相生小学校那比分校が独立して開校した小学校である。ここではそれ以前についても記述する。
- 1873年（明治7年） - 那比村に門原義校那比支校が開校[注釈 1]。
- 1874年（明治7年） - 門原義校から独立し、薬陂義校になる。
- 1886年（明治19年） - 那比簡易科小学校に改称する。
- 1897年（明治30年） -
  - 相生村、西乙原村、那比村、稲成村、吉野村、安久田村が合併し、相生村が発足。
  - 那比尋常小学校に改称する。
- 1909年（明治42年）3月 - 那比尋常小学校が相生尋常小学校に統合され、相生尋常小学校那比分教場になる。
- 1941年（昭和16年）4月1日 - 相生国民学校那比分教場になる。
- 1947年（昭和22年）4月1日 - 相生村立相生小学校那比分校になる。相生中学校那比分校を併設。
- 1951年（昭和26年）4月1日 - 独立し、相生村立相生第二小学校として発足。相生第二中学校を併設。
- 1954年（昭和29年）12月15日 - 八幡町、相生村、川合村、口明方村、西和良村が合併し、八幡町が発足。同時に八幡町立相生第二小学校に改称する。
- 1955年（昭和30年） - 校舎を改築する。
- 1980年（昭和55年） - 相生第二中学校が廃校。相生第二小学校は単独校となる。体育館が完成する。
- 1986年（昭和61年） - 校舎を新築する。
- 2004年（平成16年）3月1日 - 八幡町、大和町、白鳥町、高鷲村、美並村、明宝村、和良村が合併し郡上市が発足。同時に郡上市立相生第二小学校に改称する。
- 2007年（平成19年）3月31日 - 相生小学校に統合され、廃止。